# Chevauchée avec le diable
Pour plus de détails, voir Fiche technique et Distribution.
Chevauchée avec le diable (titre original : Ride with the Devil) est un film américain réalisé par Ang Lee, sorti en 1999. Se déroulant durant la guerre de Sécession, il est adapté du roman Woe to Live On de Daniel Woodrell.

## Synopsis
Pendant la guerre de Sécession, des combattants pro-sudistes opérant en commandos isolés, les Bushwhackers, s'engagent dans une guérilla sur les chemins de traverse. Le long de la frontière entre le Kansas et le Missouri, Jake Roedel, fils d'un pauvre immigrant germanique, et son ami d'enfance Jack Bull Chiles, fils d'un planteur, rejoignent les rangs de cette bande de hors-la-loi qui écument la région. Ensemble, ils apprennent très vite à devenir des hommes d'armes chevronnés et des cavaliers émérites. Ils attaquent en raids les soldats de l'Union nordiste et leurs sympathisants. Pour affronter le rude hiver qui s'annonce, les Bushwhackers doivent se disperser et trouver un abri. Plusieurs membres trouvent refuge dans une tranchée à flanc de colline. Mais la réalité de la guerre les rattrape et fait voler en éclats le petit groupe.

## Fiche technique
- Titre original : Ride with the Devil
- Titre francophone : Chevauchée avec le diable
- Réalisation : Ang Lee
- Scénario : James Schamus, d'après le roman Woe to Live On de Daniel Woodrell
- Photographie : Frederick Elmes
- Montage : Tim Squyres
- Musique : Mychael Danna
- Production : James Schamus
- Budget : 38 000 000 $
- Pays d'origine :  États-Unis
- Distribution : Universal Studios et Focus Features
- Genre : western, drame
- Durée : 138 minutes, 148 minutes (version director's cut)
- Dates de sortie[1] :
  -  France : 9 septembre 1999 (Festival du cinéma américain de Deauville)
  -  États-Unis : 24 novembre 1999 (sortie limitée)
  -  France : 9 mai 2001

## Distribution
- Tobey Maguire (VF : Damien Witecka) : Jake Roedel
- Skeet Ulrich (VF : Damien Boisseau) : Jack Bull Chiles
- James Caviezel (VF : Boris Rehlinger) : le capitaine Black John
- Jonathan Rhys-Meyers (VF : Olivier Jankovic) : Pitt Mackeson
- Simon Baker (VF : David Krüger) : George Clyde
- Jeffrey Wright (VF : Gérard Darier) : Daniel Holt
- Jewel Kilcher (VF : Nathalie Bienaimé) : Sue Lee Shelley
- Jonathan Brandis (VF : Fabrice Josso) : Cave Wyatt
- Tom Guiry (en) : Riley Crawford
- Matthew Faber (VF : Philippe Valmont) : Turner Rawls
- Stephen Mailer (VF : Mathias Casartelli) : Babe Hudspeth
- Zach Grenier : M. Evans
- John Ales (VF : Jean-Pierre Michaël) : William Quantrill
- Tom Wilkinson (VF : Georges Claisse) : Orton Brown
- Margo Martindale : Wilma Brown
- Mark Ruffalo : Alf Bowden
- Jay Thorson (VF : Jérôme Keen) : Ted
- Don Shanks (VF : Antoine Tomé) : George
- David Rees Snell (VF : Joël Zaffarano) : le premier joueur de poker
- James Urbaniak (VF : Jérôme Keen) : le deuxième joueur de poker

Source : Version française (VF) sur RS Doublage et selon le carton du doublage français sur le DVD zone 2.